# Waldhufen-Vierkirchen
Waldhufen-Vierkirchen je plánovaná obec v Horní Lužici v německé spolkové zemi Sasko. Nachází se v zemském okrese Zhořelec a má přibližně 4000 obyvatel.

## Historie
Obec Waldhufen-Vierkirchen měla vzniknout s účinností od 1. ledna 2025 sloučením do té doby samostatných obcí Waldhufen a Vierkirchen, které samy vznikly roku 1994 sloučením menších obcí. K záměru sloučení sousedních obcí proběhlo 9. června 2024 místní referendum, ve kterém se pro sloučení vyjádřilo 67,3 % hlasujících ve Waldhufenu a 70,5 % hlasujících ve Vierkirchenu. Představitelé obce následně předali záměr okresnímu úřadu, který jej odsouhlasil. Sloučení potvrdilo dne 20. prosince 2024 i Saské státní ministerstvo vnitra. Nově vzniklá obec měla přebrat do své obecní rady radní obou dříve samostatných obcí, funkce obou čestných starostů však měly zaniknout a úřad by tak byl v době vzniku neobsazen.
Proti sloučení obcí protestovalo město Reichenbach, čímž byl plánovaný vznik nové obce k 1. lednu 2025 odložen. Správní soud dne 2. července předběžně rozhodl o zamítnutí sloučení kvůli dotčení práv Reichenbachu, který pro obě dosavadní obce provádí některé administrativní úkony.

## Přírodní poměry
Obec se nachází severozápadně od okresního města Görlitz a jižně od velkého okresního města Niesky. Nejvýznamnějším vodním tokem je Schwarzer Schöps. Na sever území obce zasahuje přehrada Quitzdorf. Obcí prochází spolková dálnice A4.

## Správní členění
K 1. lednu, kdy měla obec vzniknout, nebyly úředně stanoveny oficiální místní části. Bývalá samostatná obec Waldhufen se před sloučením skládala ze 4 místních částí a Vierkirchen z 10 místních částí.